# Chamiaze (Sarecamixe)
Chamiaze (em turco: Çamyazı), historicamente chamada Alta Mejencerta (em armênio: Մժնկերտ Վերին; romaniz.: Mžnkert Verin), é uma vila do distrito de Sarecamixe, na província de Carse, na Turquia. Em 2022, sua população era de 991 habitantes.

## História
Chamiaze, a histórica Alta Mejencerta (Mžnkert Verin), foi fundada em meados do século XIX no curso superior do rio Jeca, perto da antiga fronteira turco-russa, por colonos de Incaia (Baixa Mejencerta). Em 1878, foi cedido à Rússia pelo Tratado de Berlim. Em 1907, tinha 856 habitantes armênios. Em 1918-20, os armênios de Chamiaze foram deportados e se mudaram para diferentes províncias de Erevã, no oblast da Armênia.